# Winnipeg (medvěd)
Winnipeg ("Winnie") (24. srpna 1914 – 12. května 1934) byla medvědice baribala, která žila v londýnské zoo od roku 1915 až do své smrti v roce 1934.
Jako medvídě ji (pravděpodobně od lovce, který zastřelil její matku) za 20 dolarů zakoupil poručík Harry Colebourn (1887–1947) z kanadského jízdního regimentu The Fort Garry Horse během zastávky ve White Riveru v Ontariu při jejich cestě na západní frontu první světové války. Medvídě bylo do Británie propašováno jako neoficiální maskot regimentu. Poručík Colebourn, jenž sloužil jako veterinář, pojmenoval medvídě po svém domovském městě, Winnipegu v Manitobě. Před odjezdem do Francie bylo medvídě svěřeno londýnské zoo.
Původně se měla Winnipeg vrátit do Kanady, ale Colebourn ji nakonec po skončení války ponechal v londýnské zoo, kde si ji všichni zamilovali pro její hravost a milou povahu. Mezi jejími fanoušky byl i syn A. A. Milna, Christopher Robin (Kryštůfek Robin), který svého vlastního medvídka pojmenoval podle ní Winnie – čímž dal jméno Medvídkovi Pú (v češtině nejprve Vašíček , posléze Michal Medvěd).
V roce 2004 se příběh medvědice Winnie stal předlohou filmu Medvídek Winnie (A Bear Named Winnie). V Assiniboine parku ve Winnipegu stojí socha Winnipeg a poručíka Colebourna.